# El Perro del Mar

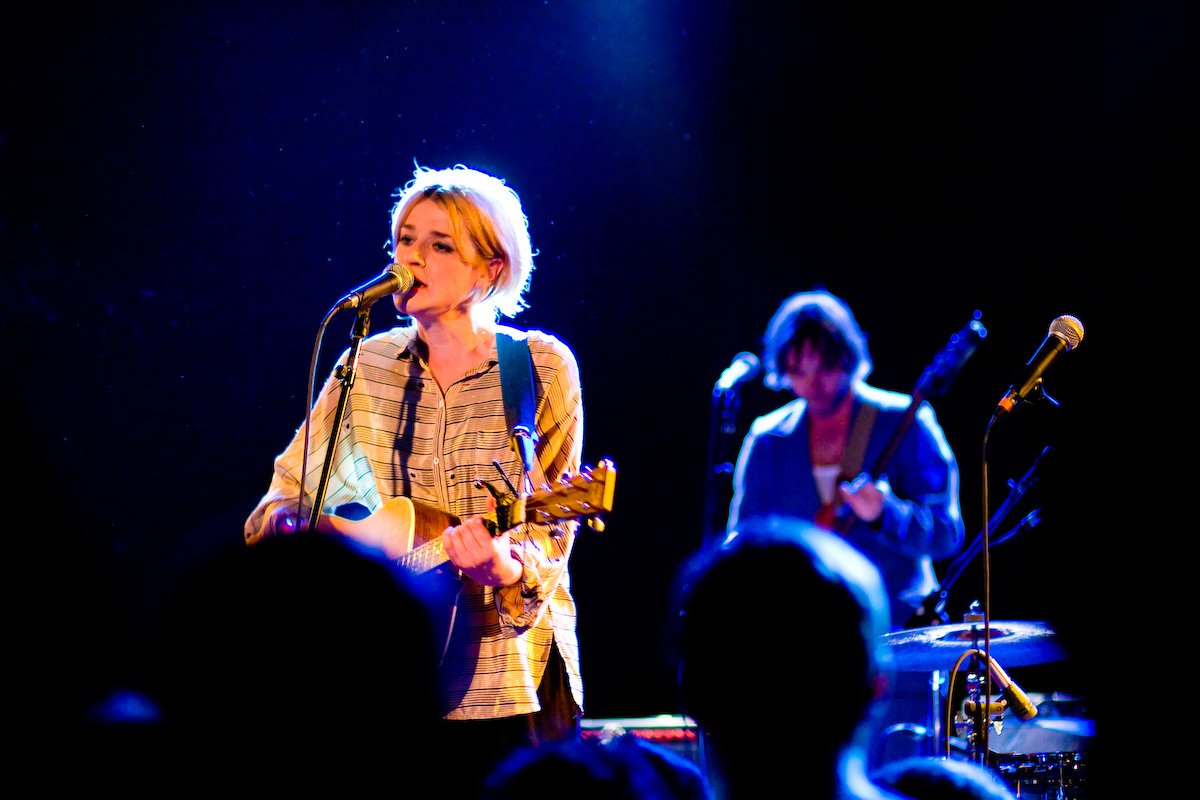
El Perro Del Mar (2008)

El Perro del Mar ist ein 2003 in Göteborg gegründetes Projekt von Sarah Assbring, dessen einziges Mitglied Assbring selbst ist.

## Werdegang
Die Inspiration zur Namensgebung erfolgte laut Assbring während eines Aufenthalts in Spanien, als ihr am Strand ein streunender Hund begegnete. Bereits kurze Zeit später veröffentlichte sie mehrere EPs auf dem schwedischen Independent-Label Hybris, die 2005 unter dem Titel Look! It's El Perro del Mar! zu einem Debütalbum zusammengefasst wurden. Eine gemeinsame Single und Tour mit Jens Lekman steigerten ihre Bekanntheit. Mit der EP God Knows (You Gotta Give to Get) gelang ihr ein erster Erfolg in Schweden. 2006 wurde das selbstbenannte Album El Perro del Mar, eine leicht veränderte Wiederveröffentlichung ihres Erstlingswerkes, durch das britische Label Memphis Industries auch in den Vereinigten Staaten und in Großbritannien vertrieben. 2008 erschien auf dem Label Licking Fingers der schwedischen Band The Concretes Assbrings zweites Album From the Valley to the Stars.

## Rezeption
El Perro del Mar erhielt durchwegs positive Rezensionen, die ihre Stimme mit Jane Birkin verglichen und Einflüsse von Burt Bacharach attestierten. Andere Kritiker stellten sie neben Stina Nordenstam und Anna Ternheim und hoben die Qualität der klassisch arrangierten Popsongs hervor.

## Tondokumente

### Alben
- Look! It's El Perro del Mar! (2005)
- El Perro del Mar (2006)
- From the Valley to the Stars (2008)
- Love Is Not Pop (2009)
- Pale Fire (2012)
- Kokoro (2016)
- Big Anonymous (2024)

### EP
- God Knows (You Gotta Give to Get) (2005)